# Östsvenskhet
Östsvenskhet eller benämningen östsvensk var under språkstridens dagar, särskilt på 1920-talet, i mer eller mindre svensksinnade kretsar benämningen på en finlandssvensk. För östsvenskarna i Finland stod det svenska i skarp motsättning till det finska, men trots detta var det i allmänhet inte fråga om separatism i samma mening som till exempel den åländska separatismen. 
Östsvenskhet var ett slags motpol till äktfinskheten, som trädde fram sedan språklagen stiftats 1922. Enligt de radikalaste östsvenskarna var de finländska svenskbygderna att betrakta som ett rikssvenskt irredenta och hela Finland rentav som ett "Östersverige" (Hugo Ekhammar), där finnarna utgjorde ett främmande element. Östsvenskheten tog sig aldrig uttryck i någon politisk rörelse, och i jämförelse med äktfinskheten var dess politiska betydelse ytterst ringa. 
Begreppet östsvenskar kan ibland även användas för att omfatta personer som är bosatta i Estland och har svenska som modersmål och även de svensktalande som var bosatta i Gammalsvenskby i Ukraina.

## Allmän idébakgrund
Från och med 1911 fördes en livlig debatt inom den yngre svenskspråkiga intelligentian i Finland om behovet av att hitta nya beteckningar för språktillhörigheten i Finland. Diskussionen utmynnade inom några år i att man i denna krets började rekommendera orden "finländsk" och "finländare" skulle ersätta "finsk" och "finne" som epitet för samtliga medborgare i Finland. "Finne" skulle hädanefter vara endast den vars modersmål var finska, medan en person med svenska som modersmål borde gå under beteckningen "finlandssvensk". Förslaget vann inte genast bifall, eftersom beteckningarna "finländare" och "finlandssvensk" knappast alls hade förekommit i det allmänna språkbruket. Äldre svenskar ur den bildade klassen uppfattade dem inte sällan som sökta och obekväma. På finskt håll fördömdes neologismerna ofta som uttryck för en ofosterländsk isolationism och en direkt rasistisk hållning. 
Beskyllningarna för rasism bottnade i att den politiska debatten som snabbt blossade upp efter lantdagsreformen 1906 hade gett upphov till en i Norden sällsynt frän offentlig retorik, i vilken motparten skymfades efter bästa förmåga. Den borgerliga pressen förolämpade utan hämningar den socialdemokratiska arbetarrörelsen, som svarade med ett nog så aggressivt språk. I detta hätska debattklimat började också svenska skämttidningar och studentsamfund ge allt öppnare uttryck för en nedlåtande inställning till Finlands finska befolkning. Attityden fick osökt näring av det stora intresse för rasfrågor, som vid denna tid spridde sig från Centraleuropa och Sverige till Finland. Även finska vetenskapsmän offrade tid och resurser på att utforska befolkningens fysiska "rasegenskaper". Halvt på skämt, halvt på allvar kunde man därför beteckna de finskspråkiga som mongolättlingar och sig själva som svenska germaner, vilket nogsamt lades på minnet av den sårade motparten. De rasistiska ordvändningarna vann genklang i synnerhet bland de mest envetna svenskhetsivarna, och då många av dem gick i spetsen för den svenska samlingsrörelsen i Finland, kom vokabulären att vara i bruk ännu under 1920- och 1930-talet. 
När frigörelsen från Ryssland inleddes 1917 fick nationalitetsfrågan ytterligare aktualitet eftersom den började förknippas med krav på ett svenskt självstyre. Vid Svenska folkpartiets partidag i maj 1917 framfördes för första gången tanken på att Finlands svenska regioner skulle bilda ett antal självstyrande "landskap". Några månader tidigare hade en grupp svensknationella akademiker grundat tidningen Östsvensk Tidning, i vilken det hävdades att man var "östsvenskar", eller med andra ord representanter för en östlig gren av den svenska stammen i Nordeuropa. Entusiasmen för en autonom svensk administration var påtaglig, men först efter inbördeskriget var möjligheten bättre, eftersom Finlands senat på grund av trycket från Sverige beslöt att bilda ett särskilt Ålands län. Detta stimulerade anhängare av svensk självstyrelse på fastlandet att fortsätta att arbeta för detta mål. Vid Svenska folkpartiets partidag i oktober 1918 godkändes som allmän målsättning att Finlands lokala förvaltning enligt schweiziskt mönster borde omorganiseras till att omfatta ett antal enspråkiga kantoner med vidsträckt självstyre.

### Ålandsfrågan
Senhösten 1918 gick ålänningarna genom den så kallade Ålandsrörelsen i samråd med Sveriges regering in för att åstadkomma en separation från Finland vid fredskonferensen i Paris. Strategin fördömdes av den svenska opinionen på det finländska fastlandet. Undantaget utgjordes av en radikal separatistisk falang i Österbotten, som visade förståelse för ålänningarnas målsättning och kring årsskiftet 1918-1919 till och med framfördes tanken att det svenska Österbotten skulle anslutas till Sverige.

### Språklagen 1922
Språkparagraferna som antogs garanterade inget annat än att de två språken var jämställda i offentliga sammanhang. Inget sades om svensk självstyrelse, och till saken hörde också att lagen inte erkände existensen av en särskild svensk "nationalitet". För de moderata inom båda språklägren var det uppnådda resultatet en klar seger. Äktfinnarna och östsvenskarna var inte alls nöjda, de sistnämnda på grund av att nationalitetsfrågan totalt hade negligerats.

## Den svenska jorden
Till den gruppering inom Svenska folkpartiet som ville förena ett radikalt socialt program med östsvenskheten hörde Hugo Ekhammar, Arvid Mörne, Bertel Appelberg, Gabriel Nikander, Einar Pontán och K. Rob. V. Wikman. Dessa utgav under året före inbördeskriget, dvs. från januari 1917 till februari 1918, Östsvensk Tidskrift. Det är kring denna krets som Östsvensk Samling sedan bildas i Helsingfors som lokalavdelning till Riksföreningen för svenskhetens bevarande i utlandet (avdelningens något speciella namn kan förklaras av att det redan i staden fanns en rikssvensk lokalavdelning), och i synnerhet Pontán medverkar flitigt i Riksföreningens publikationer. 
I Östsvensk Tidskrifts inledande programartikel framhålls att ett av de viktigaste strävandena nu blir att "bevara det svenska landamäret enspråkigt". Den kanske största faran ligger i att de bildade har förlorat sinnet för det ursprungligt svenska. Inflyttningen av finskt folk har inte minst herrgårdarna förorsakat, då ringaktningen och tvånget jagat bort den omgivande bygdens söner. Likaså har bruken visat förakt och ointresse för den svenska befolkningen - särskilt kritiseras Fiskars-Billnäs.
Kretsen kring tidskriften företrädde linjen att hålla den svenska jorden i svenskt ägo. Varje försäljning till finnar var en förlust för svenskheten i landet. Den svenska jorden-linjen vann en framgång vid Svenska folkpartiets partidag i maj 1917, då det beslöts att "söka för den svenska befolkningen bevara det grundvillkor för dess fortbestånd, som ligger uti bibehållandet av det svenska bosättningsområdet". 
Arvid Mörne som är en av pionjärerna inom den landsbygdsromantiska riktningen utgav 1915 en kortroman Den svenska jorden, en skrift som Hugo Ekhammar skulle kalla "svenskhetens bibel i fickformat". Mörne, väl den som introducerat begreppet, den svenska jorden, ger i sin berättelse en säkerligen korrekt bild av stämningsläget inom den "östsvenska" vänstern. Det är programmatiskt att berättelsen inleds med en skildring av Nylands kusttrakter, där person- och ortnamnens härledningar får bevisa en urgammal svenskhet: "De första byggarnas öden äro dolda bakom glömskans ogenomträngliga förlåt, men dessa avlägsna århundraden ha lämnat oss deras namn i arv."